# Radeberg
Radeberg est une ville (Große Kreisstadt) de Saxe en Allemagne, située dans le sud-ouest de l'arrondissement de Bautzen. Elle réputée pour sa bière Radeberger.

## Géographie

### Quartiers
En plus du centre-ville, le territoire communal comprend les localités de Liegau-Augustusbad, Großerkmannsdorf et Ullersdorf.

## Histoire
De l'avis général, la localité de Radebergk est mentionnée pour la première fois dans un acte de l'an 1219, bien que le document original n'est pas conservé. Le 16 mars 1412, elle obtint le droit de tenir marché des  mains du margrave Frédéric IV de Misnie. Faisant partie des pays de la branche albertine, la branche cadette de la maison de Wettin qui régna sur l'électorat de Saxe, Radeberg devint protestante en 1539, lorsque le duc Henri le Pieux introduit la Réforme.